# ميكال كاسال
ميكال كاسال (بالتشيكية: Michal Kasal)‏ مواليد 3 أبريل 1994 في التشيك، هو لاعب كرة يد تشيكي يلعب كظهير أيسر. يلعب حاليا مع نادي بورتو ويحمل الرقم 41. مثل منتخب التشيك لكرة اليد.

## سجل المنافسة
شارك في البطولات التالية:
- بطولة العالم لكرة اليد للرجال 2015
- بطولة أوروبا لكرة اليد للرجال 2014

## روابط خارجية
- ميكال كاسال على موقع الاتحاد الأوروبي لكرة اليد (الإنجليزية)